# Мітрагінін
Мітрагінін — основний алкалоїд рослини Mitragyna speciosa. Мітрагінін — це 9-метокси-корінантеідін.
Фізично - це білий аморфний порошок з температурою плавлення 102-106 °C і температурою кипіння 230-240 °C. Розчинний у спирті, хлороформі і оцтовій кислоті. За структурою речовина нагадує як алкалоїд йохімбе, так і воаканганін. Гідрохлорид має температуру плавлення в 243 °C. Це досить стабільна речовина: чотирнадцятилітні зразки не мали суттєвих відмінностей від свіжого мітрагініну.
Вперше мітрагінін був виділений Девідом Хупером в 1907 році і Дж. Филдом в 1921 році, який і дав алкалоїду назву. Його будову було вперше повністю описано в 1964 році (Д. Захаріас, Р. Розенштейн та І. Джефрі). У 1995 році Х. Такаяма з Chiba University зміг синтезувати мітрагінін.